# Nikolaj Pavlovič Ignaťjev
Nikolaj Pavlovič Ignaťjev (17. lednajul./ 29. ledna 1832greg. – 20. červnajul./ 3. července 1908greg.) byl ruský státník a diplomat. Hrabě Ignaťjev úspěšně prosazoval zvětšení ruského území, a stal se tak symbolem ruské rozpínavosti a imperialismu. Při jednání s Čínou v roce 1860 pro Rusko zajistil velký kus čínského území pekingskou smlouvou. Jako ruský velvyslanec v Osmanské říši v letech 1864 až 1877 proti Osmanům podporoval panslavismus a nacionalismus u slovanských národů Balkánu a měl spoluodpovědnost za bulharské dubnové povstání roku 1876. Poradil své vládě, aby v roce 1877 vyhlásila válku Turecku, a po rozhodném ruském vítězství vyjednal v roce 1878 sanstefanskou smlouvu Ta předznamenala značné posílení ruského vlivu na Balkáně. Británie a Rakousko však zasáhly a vynutily si zrušení smlouvy. Jako ministr vnitra v letech 1881–1882 prosazoval hrabě Ignaťjev ultrakonzervativní a slovansko-nacionalistickou politiku. 